# 富蘭克林縣 (密西西比州)
富蘭克林縣（英語：Franklin County）是位於美国密西西比州西南部的一個縣，面積1,468平方公里。根據2020年美國人口普查，共有人口7,675人。縣治米德維爾（Meadville）。該縣成立於1809年12月21日，縣名紀念美國開國元勳本傑明·富蘭克林。